# 2'-O-Méthylinosine
La 2′-O-méthylinosine (Im) est un nucléoside dont la base nucléique est l'hypoxanthine, l'ose étant un dérivé méthylé du β-D-ribofuranose. Elle est présente naturellement dans certains ARN de transfert.